# Crédit Agricole (equipa ciclista)

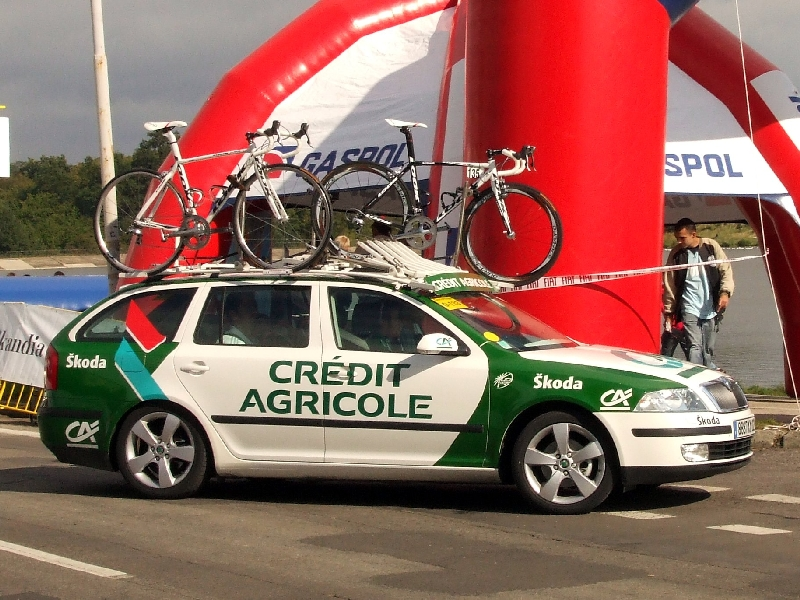
Veículo da equipa

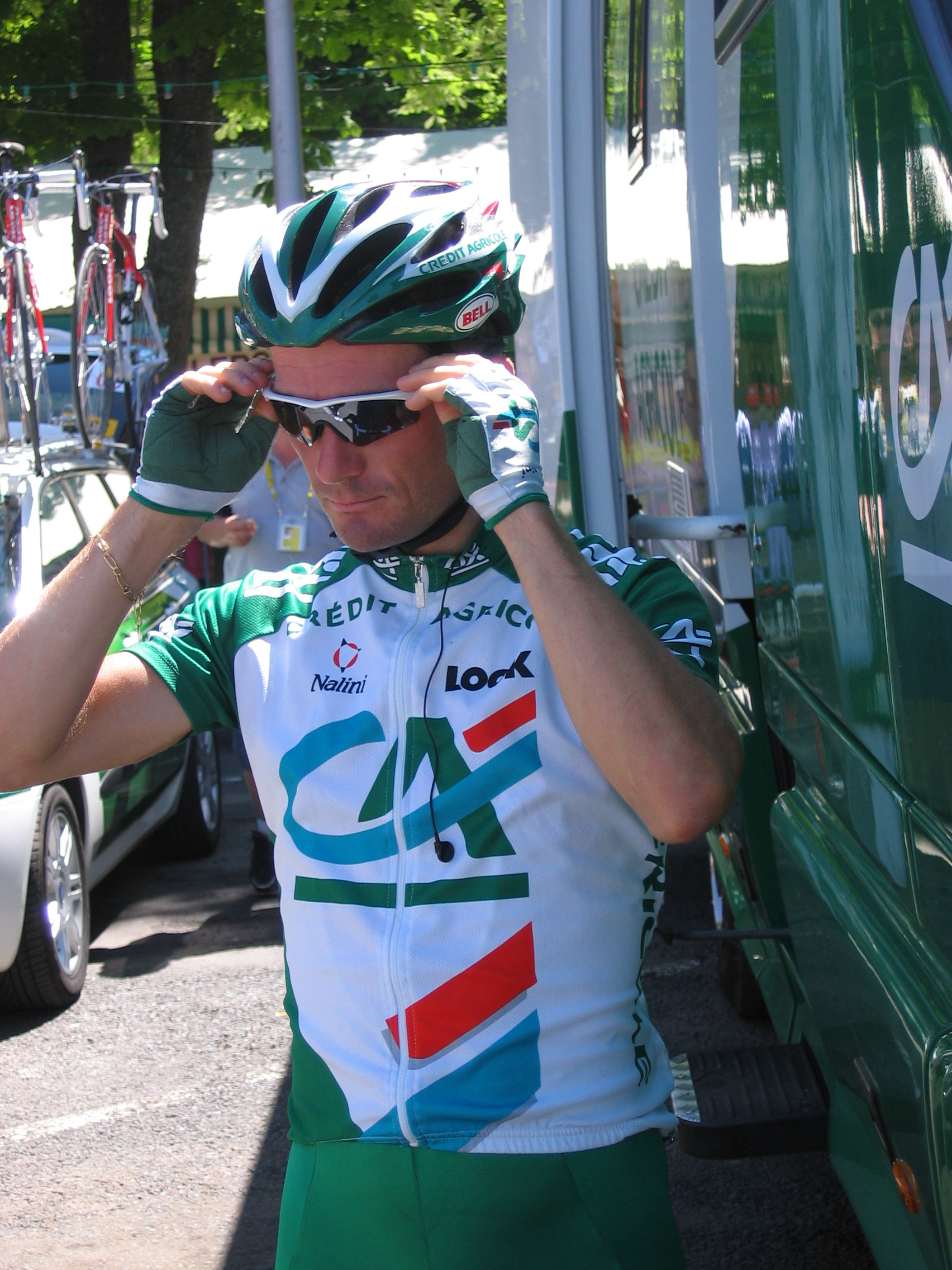
Benoit Salmon com o maillot da equipa.

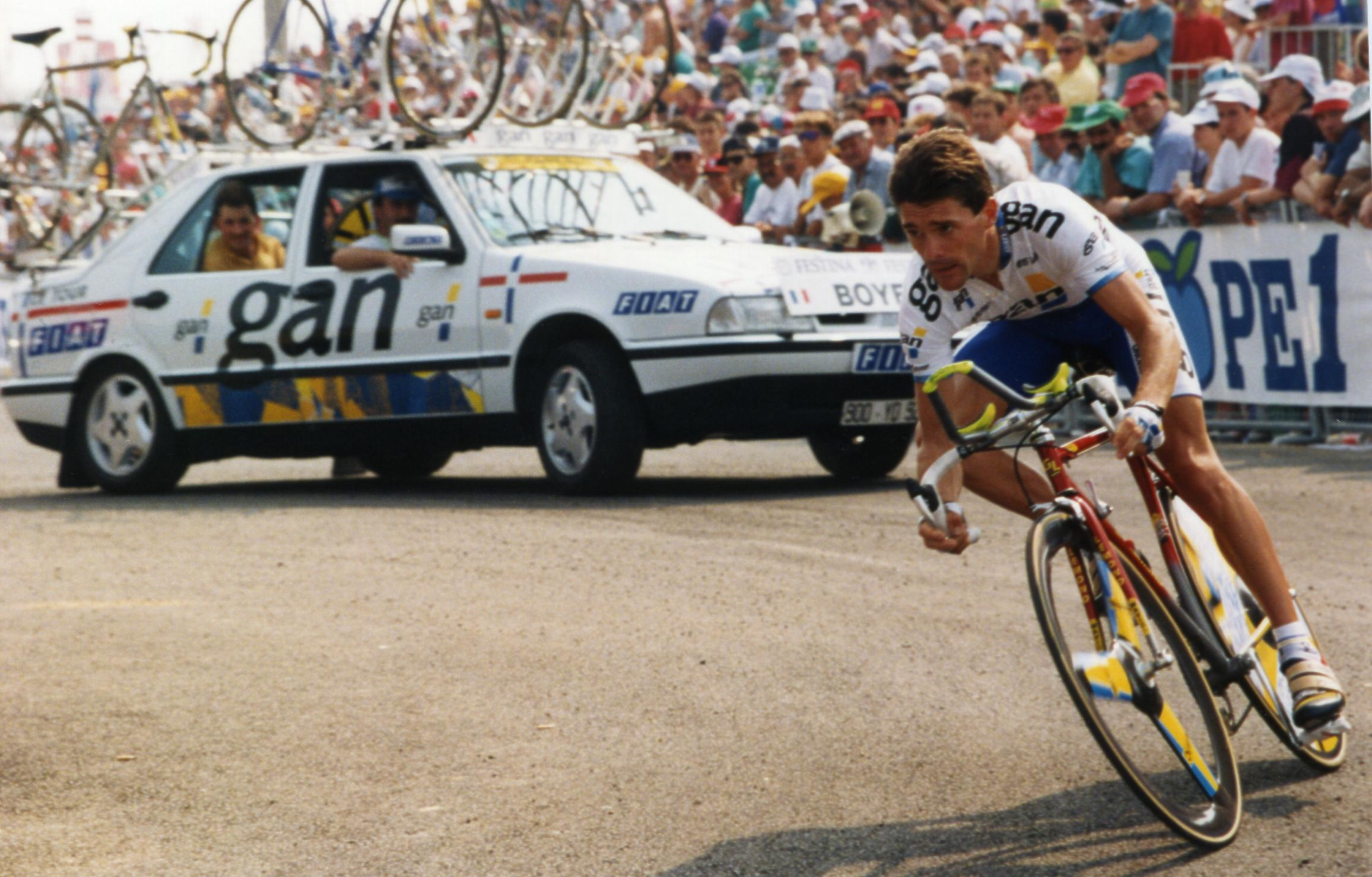
Eric Boyer com o maillot da equipa GAN no Tour de France de 1993.

Crédit Agricole (anteriormente Gan) foi uma equipa ciclista profissional francêsa que em seus últimos anos pertencia ao UCI ProTour participando também em algumas corridas dos Circuitos Continentais UCI.

## História da equipa
Depois de que Peugeot decidisse deixar de participar de maneira oficial no ciclismo profissional, o director Roger Legeay procurou outros patrocinadores para continuar com a organização. Assim, em 1987 entrou a marca de roupa Z à equipa, ficando como patrocinadores Z-Peugeot, para mais tarde, em 1990 ficar como único patrocinador Z. Em 1993 voltou a ter outra mudança e tomou o relevo uma empresa francesa de seguros: Gan. Finalmente, « Crédit Agricole » fez-se com a equipa em 1998.
Em 2007 conseguiu um total de 17 vitórias, destacando sobre todas elas a conseguida por Thor Hushovd no Volta a França. O resto foram vitórias em corridas menores como a classificação geral de Anthony Charteau no Tour de Langkawi ou a etapa de Angelo Furlan no Circuito da Sarthe.
Contando como uma única todos seus nomes e estruturas, era a equipa mais longevidade do pelotão no momento do seu desaparecimento com mais de 30 anos consecutivos no ciclismo profissional.

## Corredor melhor classificado nas Grandes Voltas
| Ano    | Volta a Itália           | Volta a França           | Volta a Espanha         |
| ------ | ------------------------ | ------------------------ | ----------------------- |
| 1901   | X                        | X                        | X                       |
| 1902   | X                        | X                        | X                       |
| 1903   | X                        | -                        | X                       |
| 1904   | X                        | 6.º Auguste Daumain      | X                       |
| 1905   | X                        | 1.º Louis Trousselier    | X                       |
| 1906   | X                        | 1.º René Pottier         | X                       |
| 1907   | X                        | 1.º Lucien Petit-Breton  | X                       |
| 1908   | X                        | 1.º Lucien Petit-Breton  | X                       |
| 1909   | ?                        | -                        | X                       |
| 1910   | -                        | -                        | X                       |
| 1911   | -                        | -                        | X                       |
| 1912   | ?                        | 4.º Marcel Buysse        | X                       |
| 1913   | ?                        | 1.º Philippe Thys        | X                       |
| 1914   | -                        | 1.º Philippe Thys        | X                       |
| 1915   | X                        | X                        | X                       |
| 1916   | X                        | X                        | X                       |
| 1917   | X                        | X                        | X                       |
| 1918   | X                        | X                        | X                       |
| 1919   | -                        | -                        | X                       |
| 1920   | -                        | -                        | X                       |
| 1921   | -                        | -                        | X                       |
| 1922   | ?                        | 1.º Firmin Lambot        | X                       |
| 1923   | -                        | 3.º Romain Bellenger     | X                       |
| 1924   | -                        | -                        | X                       |
| 1925   | -                        | -                        | X                       |
| 1926   | -                        | -                        | X                       |
| 1927   | -                        | -                        | X                       |
| 1928   | -                        | -                        | X                       |
| 1929   | -                        | -                        | X                       |
| 1930   | -                        | -                        | X                       |
| 1931   | -                        | -                        | X                       |
| 1932   | -                        | -                        | X                       |
| 1933   | -                        | -                        | X                       |
| 1934   | -                        | -                        | X                       |
| 1935   | -                        | -                        | -                       |
| 1936   | -                        | -                        | -                       |
| 1937   | -                        | -                        | X                       |
| 1938   | -                        | -                        | X                       |
| 1939   | -                        | -                        | X                       |
| 1940   | -                        | X                        | X                       |
| 1941   | X                        | X                        | -                       |
| 1942   | X                        | X                        | -                       |
| 1943   | X                        | X                        | X                       |
| 1944   | X                        | X                        | X                       |
| 1945   | X                        | X                        | -                       |
| 1946   | -                        | X                        | -                       |
| 1947   | -                        | -                        | -                       |
| 1948   | ?                        | -                        | 1.º Bernardo Ruiz       |
| 1949   | -                        | -                        | X                       |
| 1950   | -                        | -                        | ?                       |
| 1951   | -                        | -                        | X                       |
| 1952   | -                        | -                        | X                       |
| 1953   | -                        | -                        | X                       |
| 1954   | -                        | -                        | X                       |
| 1955   | -                        | -                        | -                       |
| 1956   | -                        | -                        | -                       |
| 1957   | -                        | -                        | -                       |
| 1958   | -                        | -                        | -                       |
| 1959   | -                        | -                        | -                       |
| 1960   | -                        | -                        | -                       |
| 1961   | -                        | -                        | -                       |
| 1962   | -                        | 55.º Fernand Picot       | -                       |
| 1963   | -                        | 21.º Ferdinand Bracke    | -                       |
| 1964   | -                        | 14.º Tom Simpson         | -                       |
| 1965   | -                        | 12.º Roger Pingeon       | -                       |
| 1966   | -                        | 8.º Roger Pingeon        | -                       |
| 1967   | 9.º Eddy Merckx          | -                        | 27.º Désiré Letort      |
| 1968   | 28.º Jean Dumont         | -                        | -                       |
| 1969   | -                        | 2.º Roger Pingeon        | 1.º Roger Pingeon       |
| 1970   | -                        | 11.º Raymond Delisle     | -                       |
| 1971   | -                        | 4.º Bernard Thévenet     | 1.º Ferdinand Bracke    |
| 1972   | -                        | 9.º Bernard Thévenet     | -                       |
| 1973   | -                        | 2.º Bernard Thévenet     | 3.º Bernard Thévenet    |
| 1974   | -                        | 12.º Raymond Delisle     | 3.º Bernard Thévenet    |
| 1975   | -                        | 1.º Bernard Thévenet     | -                       |
| 1976 - | 4.º Raymond Delisle      | -                        |                         |
| 1977   | -                        | 1.º Bernard Thévenet     | -                       |
| 1978   | -                        | 14.º Michel Laurent      | -                       |
| 1979   | 4.º Michel Laurent       | 4.º Hennie Kuiper        | -                       |
| 1980   | -                        | 2.º Hennie Kuiper        | -                       |
| 1981   | -                        | 6.º Jean-René Bernaudeau | -                       |
| 1982   | -                        | 5.º Phil Anderson        | -                       |
| 1983   | -                        | 9.º Phil Anderson        | -                       |
| 1984   | -                        | 4.º Robert Millar        | -                       |
| 1985   | -                        | 11.º Robert Millar       | 2.º Robert Millar       |
| 1986   | -                        | 6.º Ronan Pensec         | -                       |
| 1987   | -                        | 20.º Denis Roux          | -                       |
| 1988   | -                        | 7.º Ronan Pensec         | -                       |
| 1989   | -                        | 10.º Robert Millar       | -                       |
| 1990   | 21.º François Lemarchand | 1.º Greg LeMond          | -                       |
| 1991   | 6.º Éric Boyer           | 7.º Greg LeMond          | -                       |
| 1992   | 10.º Bruno Cornillet     | 12.º Éric Boyer          | -                       |
| 1993   | 44.º Jérôme Simon        | 28.º Thierry Claveyrolat | -                       |
| 1994   | -                        | 51.º Eddy Seigneur       | -                       |
| 1995   | -                        | 30.º Yvon Ledanois       | 69.º Cédric Vasseur     |
| 1996   | -                        | 39.º Chris Boardman      | -                       |
| 1997   | -                        | 32.º François Simon      | 10.º Yvon Ledanois      |
| 1998   | -                        | 24.º Cédric Vasseur      | Abandono                |
| 1999   | -                        | 30.º François Simon      | -                       |
| 2000   | -                        | 48.º Bobby Julich        | -                       |
| 2001   | -                        | 18.º Bobby Julich        | -                       |
| 2002   | -                        | 67.º Frédéric Bessy      | -                       |
| 2003   | -                        | 8.º Christophe Moreau    | -                       |
| 2004   | -                        | 12.º Christophe Moreau   | -                       |
| 2005   | 8.º Pietro Caucchioli    | 11.º Christophe Moreau   | 20.º Aleksandr Bocharov |
| 2006   | 14.º Patrice Halgand     | 15.º Pietro Caucchioli   | 32.º Dmitri Fofonov     |
| 2007   | 27.º Pietro Caucchioli   | 26.º Dmitri Fofonov      | 27.º Aleksandr Bocharov |
| 2008   | -                        | 18.º Aleksandr Bocharov  | 13.º Nicolas Roche      |

## Classificações UCI
| Ano  | Classificação por equipas | Melhor corredor individual |
| 1995 | 21º                       | Chris Boardman (42º)       |
| 1996 | 8º                        | Chris Boardman (13º)       |
| 1997 | 10º                       | Chris Boardman (18º)       |
| 1998 | 17º                       | Stuart O'Grady (48º)       |
| 1999 | 20º                       | Jens Voigt (40º)           |
| 2000 | 2º (GSII)                 | Jens Voigt (53º)           |
| 2001 | 20º                       | Jens Voigt (15º)           |
| 2002 | 25º                       | Jens Voigt (75º)           |
| 2003 | 24º                       | Christophe Moreau (38º)    |
| 2004 | 18º                       | Thor Hushovd (20º)         |

A partir de 2005, a equipa fez parte do ProTour.
| Ano  | Classificação por equipas | Melhor ciclista individual |
| 2005 | 9º                        | Thor Hushovd (34º)         |
| 2006 | 11º                       | Thor Hushovd (11º)         |
| 2007 | 15º                       | Thor Hushovd (31º)         |
| 2008 | 6º                        | Mark Renshaw (33º)         |

## Palmarés destacado
Para anos anteriores, veja-se Palmarés do Crédit Agricole

### Grandes Voltas
- Volta a França
  - 1975: Bernard Thévenet
  - 1977: Bernard Thévenet
  - 1990: Greg LeMond
  - 54 etapas

- Volta a Itália
  - 8 etapas

- Volta a Espanha
  - 1969: Roger Pingeon
  - 1971: Ferdinand Bracke
  - 14 etapas

### Outras corridas
- Elite masculina no Campeonato Mundial de Estrada|Campeonato Mundial em Estrada]]: 1965 (Tom Simpson) e 1967 (Eddy Merckx)
- Milão-Sanremo: 1964 (Tom Simpson), 1966 e 1967 (Eddy Merckx)
- Paris-Roubaix: 1960 (Pino Cerami), 1963 (Emile Daems) e 1992 (Gilbert Duclos-Lassalle)

## Principais corredores
Para anos anteriores, veja-se Elencos do Crédit Agricole